# Jo Johansen
Pour les articles homonymes, voir Johansen.
Jo Johansen est une athlète néo-zélandaise née le 18 septembre 1979. Spécialiste de l'ultra-trail, elle a remporté le Tarawera Ultramarathon en 2014, année où il est raccourci de 100 kilomètres à 69 à cause du cyclone tropical Lusi. Sa victoire intervient quelques semaines seulement après qu'elle a couru son premier ultramarathon en janvier 2014. N'ayant participé à d'autres courses du circuit, elle termine la même année trente-sixième féminine de l'Ultra-Trail World Tour 2014.

## Résultats
| no  | féminin       | Course                 | Longueur | Départ       | Temps           |
| --- | ------------- | ---------------------- | -------- | ------------ | --------------- |
| 17e | Médaille d'or | Tarawera Ultramarathon | 69 km    | 15 mars 2014 | 7 h 02 min 43 s |